# Award Software
Award Software, Inc. was een Amerikaans bedrijf dat actief was tussen 1983 en 1998 als producent van BIOS-software.

## Beschrijving
Award werd opgericht in 1983 door Rene Vishney en Bob Stillman in San Jose, Californië. Op 28 september 1998 is het bedrijf gefuseerd met Phoenix Technologies.
Award produceerde hoofdzakelijk IC's met zijn BIOS-software, die bekend werd onder de naam AwardBIOS. Andere software die het bedrijf ontwikkelde was onder meer diagnostische en beheersoftware voor computersystemen.